# 劉易
劉 易（りゅう えき、? - 316年）は、中国五胡十六国時代の漢（後の前趙）の皇族。劉聡の庶長子で、爵位は河間王。生母は不詳（一説に祖母の一族の張氏とも）。

## 生涯
劉易は劉聡の長男だったが、庶子のために異母弟の河内王劉粲が太子に立てられた。310年7月、父の劉聡が伯父の劉和を殺害して即位すると、河間王に封じられる。311年、太尉に任命された。
312年、弟の劉粲と族父の劉曜とともに、鮮卑拓跋部の拓跋猗盧と結んだ西晋の劉琨を討伐して、その本拠地の晋陽を攻撃した。彼らは劉琨の父母を殺しその城を占拠した。劉易は功績により太宰に任じられた。
313年3月、劉聡は劉娥を皇后に立てると、彼女のために皇儀殿を建造すると宣言した。廷尉の陳元達は難く諫めたが、劉聡は激怒して陳元達を一族諸共誅殺しようとした。劉易は大司徒の任顗・光禄大夫の朱紀と范隆と共に、出血するまで叩頭して「陳元達は先帝より仕えた重臣です。しかも忠を尽くし慮を凝らし、知ったことは必ず口にしておりました。それに引き替え臣らは、自らの禄を惜しんで意に逆らうことには口を閉ざしておりましたゆえに、今までその姿を見て心に恥じないことがありませんでした。今、彼の言うことが狂直に過ぎましたとしても、なにとぞ陛下、これをご容認くださいませ。それに、諫争によって列卿を斬ったとなれば、陛下は後世どう言われますでしょうか」と諫めると、劉聡は黙ってしまった。さらに、皇后劉娥が自ら書状を書いて劉聡を諫めると、今までの発言を撤回し謝罪した。
316年2月、父の劉聡が自分の腹心である宦官である王沈を中常侍に任命して重用した。これを聞いた劉易は御史大夫の陳元達と大将軍の劉敷、金紫光禄大夫の王延らとともに参内して、劉聡を諌めた。
劉易らは「善政すれば安定し、政治が腐敗すれば国は乱れます。それゆえ、古来の周の文王は賢臣に支えられて、周王朝の基盤を固めたのです。また、後漢の桓帝や霊帝の時代に、宦官が国に禍を及ぼし滅亡の要因となりました。古来から宦官が政治に介入する悪い事例は、前漢の武帝と元帝および後漢の安帝と順帝の前例があります。このように宦官が政治に介入すること自体が問題があるのです。また、斉の桓公は易牙を、蜀漢の劉禅は黄皓を要職につけて国を滅ぼす結果となりました。長安に西晋が、巴蜀に成漢が存在し、わが国は不安定であります。また、石勒が自立する恐れがあり、曹嶷が斉で勢力を持っております。このような時勢に王沈を要職につけては国を滅ぼす要因となります。すぐに王沈を解任するよう申し上げます」と上奏した。
しかし、劉聡は｢こやつらは陳元達の影響を受けて、勘違いをしている｣とこれを聞き容れなかった。さらにこれを聞いた王沈が平伏して「我々は、愚鈍であります。陛下の恩顧のおかげで、幸せな宮廷生活を過ごしております。しかし、陛下の皇子や大臣の方々たちは我々を憎み、しかも陛下さえも深く恨んでいる人がおります。どうか陛下のご判断に委ねとうございます」とへりくだって言った。これを聞いた劉聡は｢王沈らに罪はない。私に諌言する連中が異常なのだ｣と言った。さらに参内した太子の劉粲は「王沈は清廉な人物である」とこれを評価し、劉聡はこれを聞いて喜び、王沈を列侯に封じた。
劉易は納得できず、陳元達と王沈を糾弾し、後日に陳元達とともに王沈の列侯の爵位を剥奪することを認めた書簡を持参して、父帝に奏上した。だが、劉聡は激怒してその書簡を引き破った。
3月、劉易は父の行為に悶えて憤死した。劉易は忠義実直な人物であり、陳元達は劉聡に諫言する時、いつも助けられていた。そのために、劉易が卒すると陳元達は慟哭し、自邸で自害した。

## 参考資料
- 『晋書』載記劉聡伝